# Sphaerotherium grossum
Sphaerotherium grossum är en mångfotingart som beskrevs av Carl Ludwig Koch 1863. Sphaerotherium grossum ingår i släktet Sphaerotherium och familjen Sphaerotheriidae. Inga underarter finns listade i Catalogue of Life.